# الدوري المالطي الممتاز 2006–07
الدوري المالطي الممتاز 2006–07 (بالإنجليزية: 2006–07 Maltese Premier League)‏ هو موسم من الدوري المالطي الممتاز. فاز فيه نادي مارساشلوك.